# Erik Persson (ingenjör)
Karl Erik Martin Persson, född 3 januari 1920  i Södra Åsums församling, Malmöhus län, död 1993, var en svensk väg- och vattenbyggnadsingenjör
Persson, som var son till vägmästare Alfred Persson och Emilia Carlsson, utexaminerades från Chalmers tekniska högskola 1948. Han blev brokonstruktör vid Statens Järnvägar 1949, byråingenjör på Malmö stads gatukontor 1951, på tekniska utredningsbyrån vid Malmö stads fastighetskontor 1954 och var överingenjör där från 1966. Han var kapten i Flygvapnets reserv.